# Paul de Levoča
Maître Paul de Levoča (en slovaque : majster Pavol z Levoče, en hongrois : Lőcsei Pál mester) est un tailleur et sculpteur des XVe et XVIe siècles, ayant principalement exercé dans la ville de Levoča, aujourd’hui à l’est de la Slovaquie.

## Biographie
On le suppose né entre 1470 et 1480, dans ce qui était alors le royaume de Hongrie.

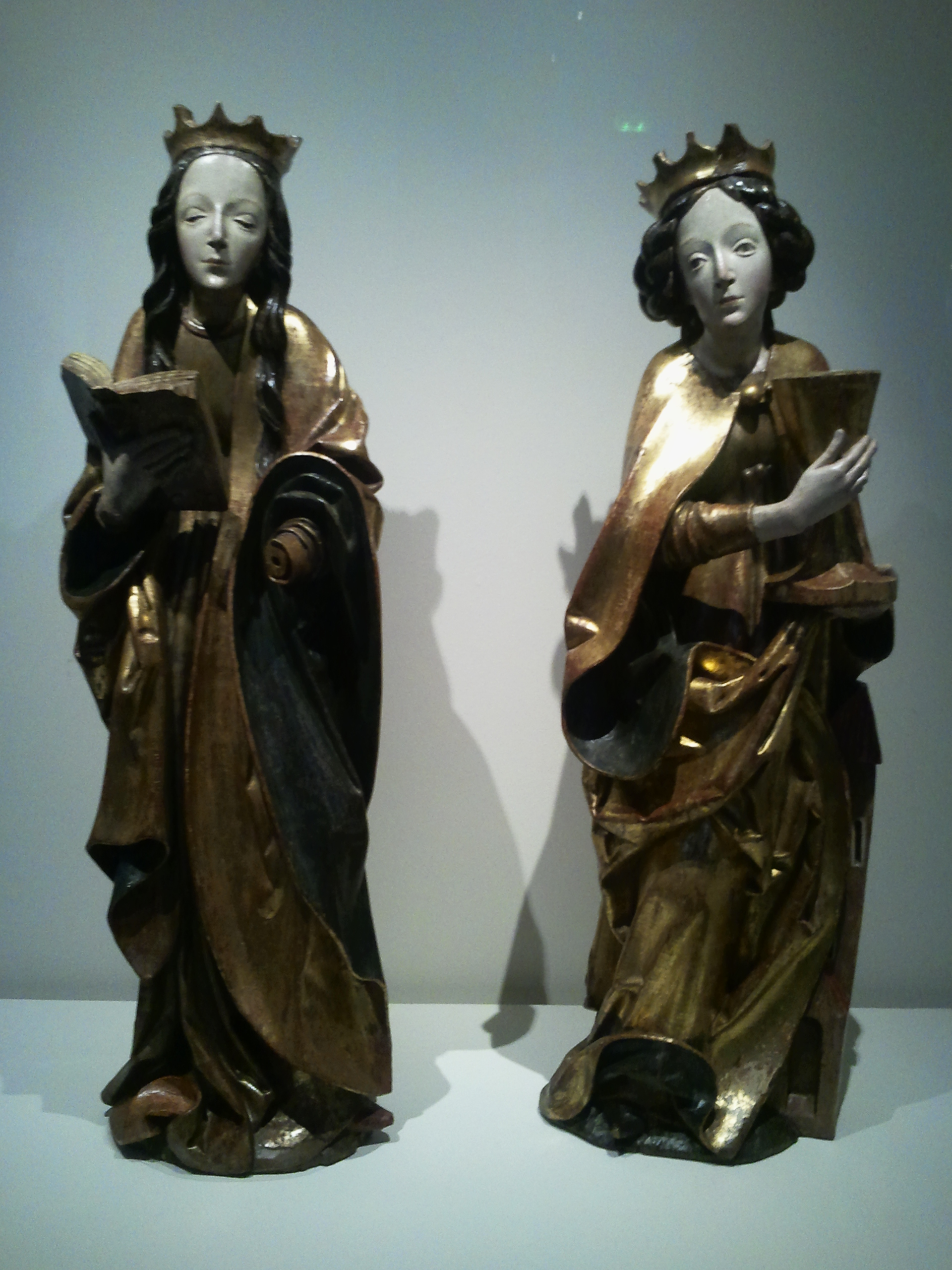
Statues polychromes en tilleul des saintes Barbe et Catherine, réalisées avant 1509 pour le retable de la Vierge, dans l’église catholique romaine Saint-Pierre-d’Alkantara d’Okoličné, quartier de la ville de Liptovský Mikuláš.

Il a probablement commencé à travailler à Cracovie, aujourd’hui en Pologne, où il a peut-être été étudiant de Veit Stoss, puis à Sabinov et Banská Bystrica en actuelle Slovaquie. Il s’installe à Levoča vers 1500, et y épouse la fille d’un citoyen influent ; il y établit alors son atelier de sculpture, en 1506.
Il a réalisé les retables et décors d’autels de différentes églises, dont celui de Sainte-Barbe à Banská Bystrica vers 1509, celui de Saint-Georges à Spišská Sobota (aujourd’hui quartier de Poprad) vers 1516, et celui de Saint-Jacques à Levoča l’année suivante. Ce dernier retable, de style gothique, sculpté sur bois et décoré d’or, est le plus haut d’Europe avec 18,62 mètres et reste son œuvre la plus célèbre ; la Vierge sculptée de cet autel a été représentée sur les billets de 100 couronnes.
En 1527, il devient membre du conseil municipal de Levoča. Il meurt entre 1537 (dernière mention de lui vivant) et 1542 (date à laquelle est évoquée sa veuve). Les historiens de l’art ont commencé à s’intéresser à lui autour des années 1870.